# Bún chả

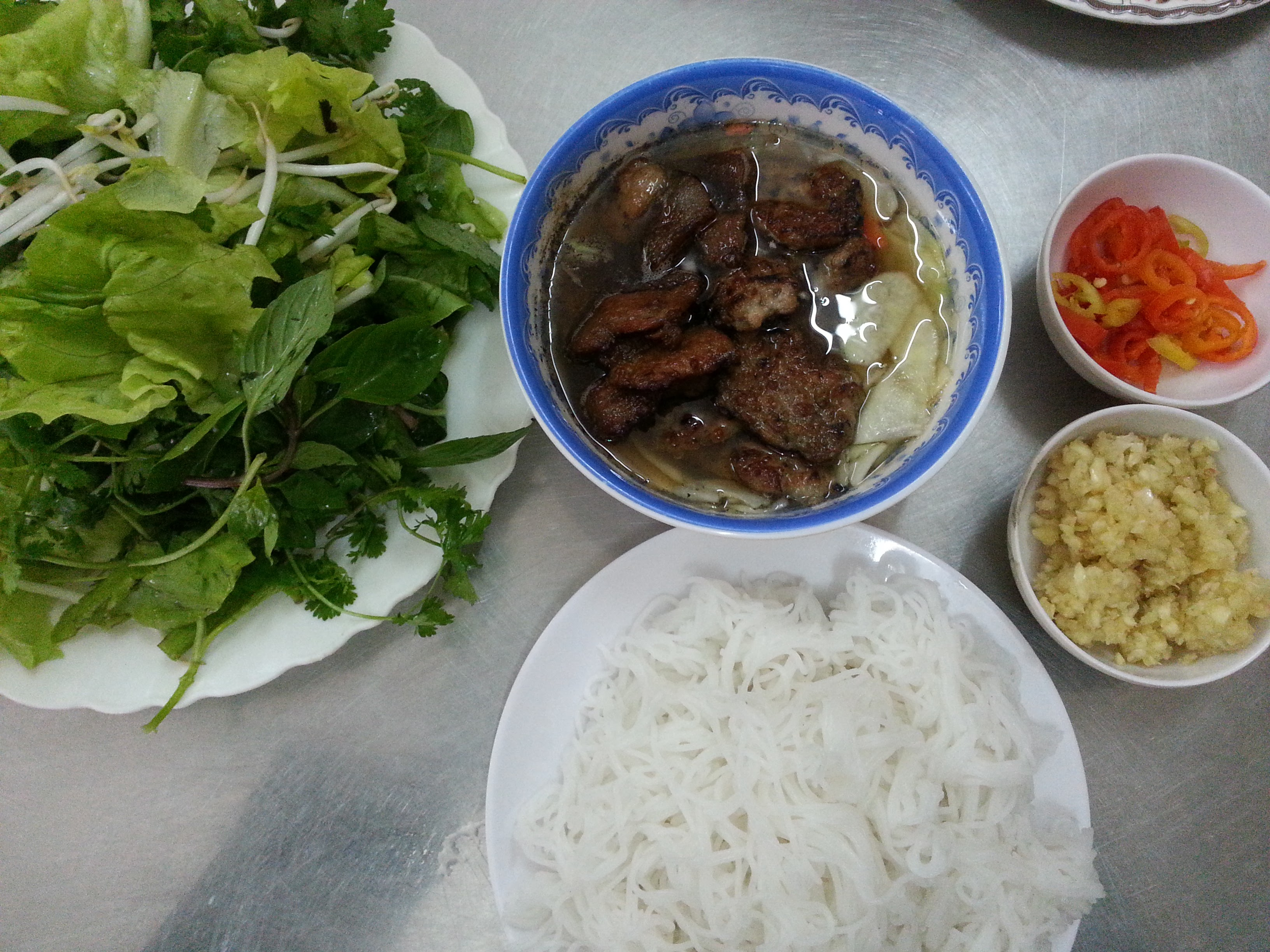
Bun cha en una tienda de la calle Thuy Khue, Hanoi. Cómo poner la mesa con hamburguesas, hamburguesas y papaya agria remojadas en un bol de salsa de pescado bien mezclada; plato de verduras crudas; Los fideos fideos y las especias que los acompañan (ajo picado, chile picado), como se muestra en la imagen, son populares en la mayoría de las tiendas de bun cha en Hanoi.

El bun cha es un plato vietnamita que incluye fideos, hamburguesas de cerdo asadas sobre carbón y un plato de salsa de pescado agridulce, picante y salada. El plato es originario del norte de Vietnam y es el regalo más perdurable de Hanoi, por lo que puede considerarse una de las especialidades típicas de la cocina de Hanoi. El bun cha es similar a los fideos de carne a la parrilla en el centro y el sur, pero la salsa de pescado mezclada tiene un sabor más suave. En español, "El bun cha" es una palabra o nombre propio y no se traduciría al español, ya que es el nombre del plato vietnamita.

## Ingrediente

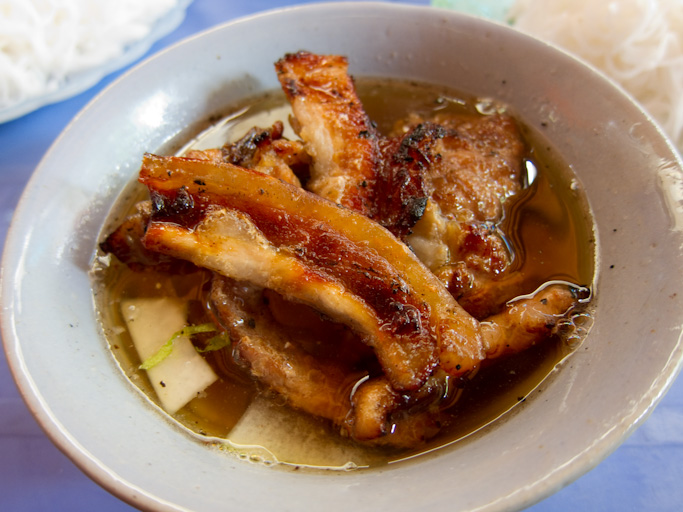
Trozos fritos en un plato de bun cha

1. Empanadas de cerdo: paleta de cerdo magra para hacer empanadas picadas, panceta de cerdo para hacer empanadas. Hoy en día puedes sustituirlo por carne de res o sustituirlo por costillas o pollo, lo cual también queda genial.
2. Fideos: fideos de hoja o fideos con espiga
3. Salsa de pescado: diluida con otras especias como azúcar, glutamato monosódico, jugo de limón, vinagre, ajo picado , chile picado, aceite esencial de Ca cuong
4. Pepinillo agridulce: papaya verde (o zanahoria, colinabo, cebolla).
5. Plato de verduras crudas: lechuga, albahaca, cilantro, mejorana
6. Otros condimentos del plato: ajo picado, chile picado, vinagre, pimienta molida, limón en rodajas.

## Procesa y disfruta

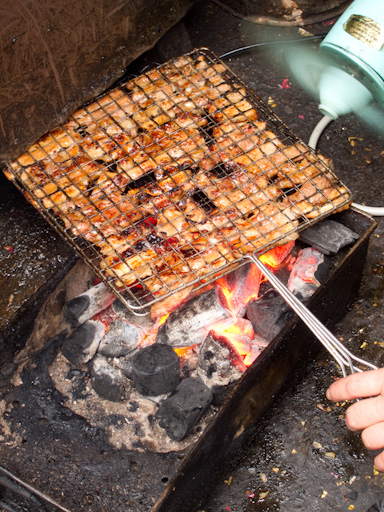
Asa la carne con pinzas para parrilla sobre carbón

El Bun Cha suele tener dos tipos de rollitos a la vez: rollitos de bolas y trozos, aunque dependiendo de las preferencias a la hora de comer, los comensales sólo podrán elegir uno de los dos. Las bolas de cerdo están hechas de carne magra de paleta de cerdo, picada muy finamente en bolas, marinadas y mezcladas con sal, pimienta, salsa de pescado con más de 35 proteínas, azúcar, cebollas secas finamente picadas, aceite vegetal o manteca de cerdo. Dependiendo de la frescura de la carne, después de mezclar las especias, si la carne parece un poco seca, agregue un poco más de aceite para que la carne se pegue fácilmente cuando la enrolle en 2 trozos del tamaño de un dedo y luego la presione para aplanarla ligeramente. Si prefieres algo más elaborado, envuelve cada hamburguesa en una hoja de plátano antes de asarlas. Las hamburguesas no se dorarán y quedarán más fragantes.
Usar carne magra de paleta para hacer hamburguesas es una opción delicada y tradicional porque la carne magra de paleta es firme pero no tiene tanta fibra como la carne del muslo y no es tan suave como la carne de la grupa. Esto hace que las hamburguesas de carne estén más firmes cuando se pican y luego se les da forma que si se usan otras partes de la carne.
En lo que respecta a las hamburguesas, generalmente emplean carne de cerdo en lonchas delgadas, sazonadas con especias similares a las de las hamburguesas y cocidas a la parrilla hasta que adquieran un dorado sobre brasas. Según las preferencias individuales, es posible solicitar hamburguesas completas o hamburguesas para acompañar con fideos. A menudo, se retiran las pieles de la carne para evitar que se endurezcan o quemen al asarlas a la parrilla. Si se utiliza carne excesivamente magra, como la de lomo, el resultado no será satisfactorio, ya que las hamburguesas quedarán secas y duras.
Luego de marinar, la carne se ensarta en brochetas o se coloca en planchas y se asa sobre brasas. Una vez que la carne esté cocida y fragante, se añade a un recipiente con salsa de pescado que se mezcla con sabores agridulces, picantes y salados, y se combina con papaya verde (o colinabo, zanahorias) previamente mezclada con vinagre. Este plato de salsa de pescado se puede disfrutar tal cual, junto con fideos y vegetales crudos, que incluyen lechuga, cilantro, albahaca Lang, mejorana, perilla y brotes de soja.
Actualmente, en el plato bun cha, se suelen utilizar fideos en forma de hebras enredadas. No obstante, los fideos en rollos pequeños, perfectamente enrollados y de un solo bocado, son los ingredientes tradicionales. Los vendedores ambulantes que ofrecen bun cha con salsa de pescado, con un toque de Ca cuong y hojas de fideos, forman parte de la histórica Hanoi, la cual ha sido elogiada por numerosos escritores, como Vu Bang y Thach Lam.
La preparación de bun cha es en realidad bastante sencilla, pero la clave para obtener un plato delicioso de bun cha radica en la experiencia y los secretos transmitidos de generación en generación. Particularmente crucial es la técnica de mezclar la salsa de inmersión, ya que requiere un equilibrio preciso entre los sabores ácidos, dulces y salados para lograr un resultado perfecto.

## Especialidades de Hanói

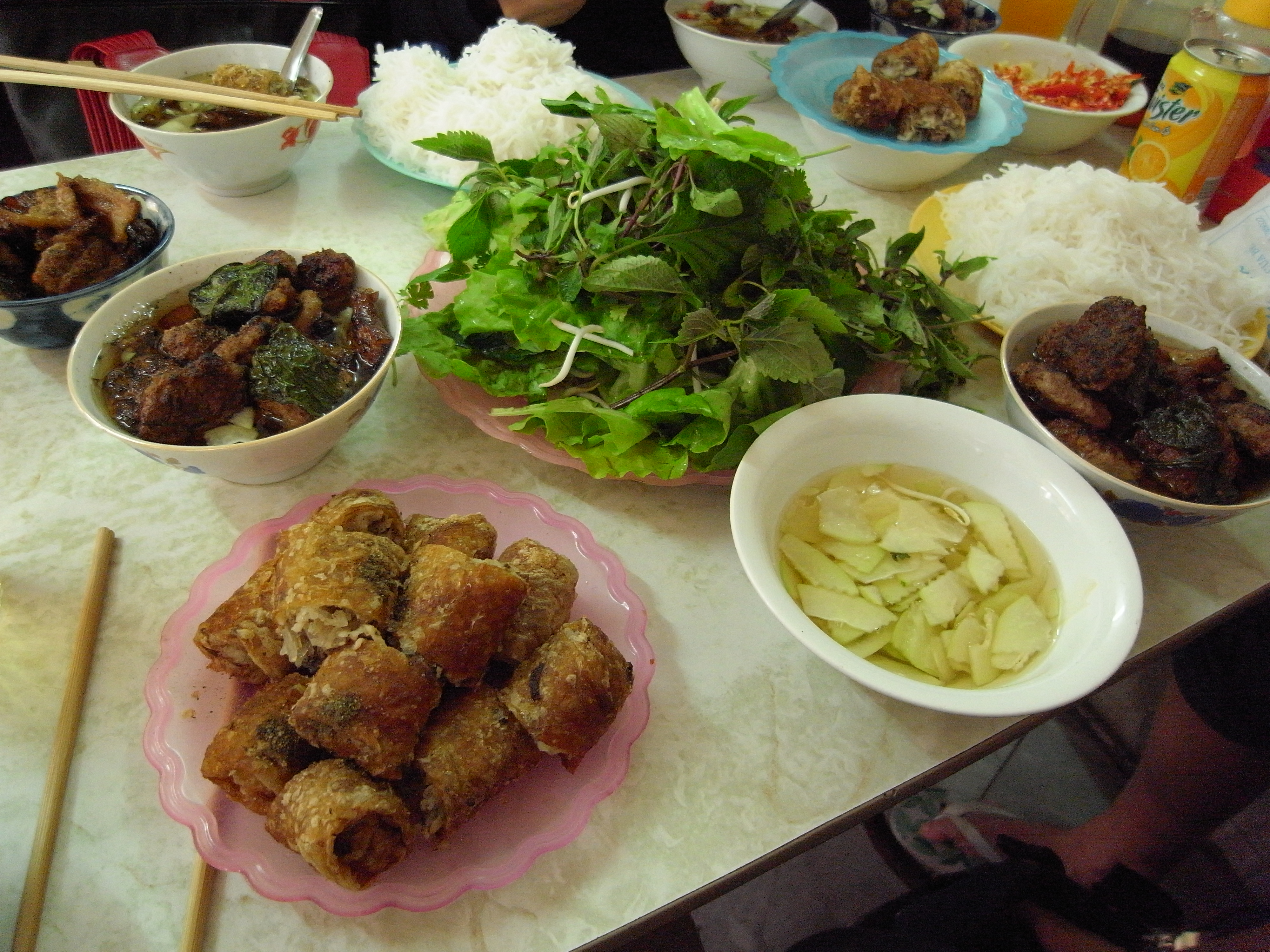
Rollitos de primavera de bun cha y cangrejo en la calle Hang Manh, Hanoi

El bun cha tradicionalmente se consume al mediodía. La elección del momento adecuado para disfrutar del bun cha puede considerarse un arte de cronometraje, y esto refleja una característica única de la cultura culinaria de la época. Sin embargo, en la actualidad, también existen algunas tiendas que ofrecen bun cha tanto por la mañana como por la noche, lo que permite disfrutar de este delicioso plato en diferentes momentos del día.
En la capital, Hanoi, hay numerosas tiendas que ofrecen bun cha, algunas de las cuales son muy conocidas y familiares para los amantes de este plato, como bun cha Dac Kim en Hang Manh, bun cha Binh Chung en Bach Mai, bun cha Sinh Tu, bun cha Duy Diem en Ngoc Khanh, bun cha Huong Lien en Ngo Thi Nham, bun cha Ngoc Xuan en Thuy Khue, y muchas otras.
En Hanoi, existen muchas variaciones de bun cha, y algunas tiendas han desarrollado estilos únicos al modificar el método de preparación y el momento de consumo. Ejemplos de estas variaciones incluyen el bun cha envuelto en hojas de plátano, el bun cha intercalado en palos de bambú o el bun cha chan. Estas adaptaciones reflejan la diversidad y la creatividad de la cocina local y ofrecen a los comensales opciones interesantes para explorar.  

## enlaces externos
- Ritual bun cha Archivado el 23 de junio de 2015 en Wayback Machine.

- Datos: Q50634
- Multimedia: Bún chả / Q50634